# Veddesta gård

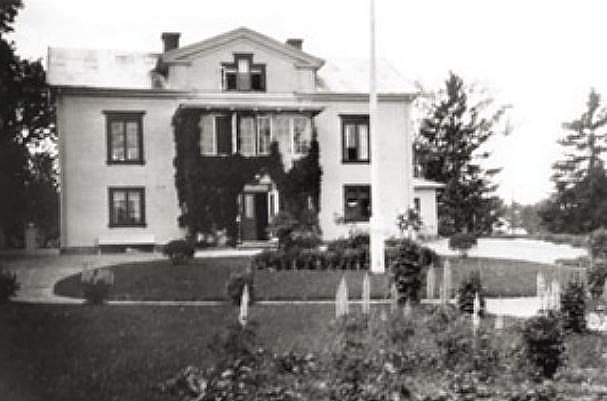
Veddesta gårds huvudbyggnad omkring 1930.

Veddesta var en gård i nuvarande Järfälla kommun, Stockholms län. Gården brändes ner av brandkåren 1983. Gårdens huvudbebyggelse låg ungefär på hörnet Veddestavägen / Saldovägen. Gården gav namnet åt dagens kommunområde Veddesta som huvudsakligen är bebyggt med kontor och lätt industri.

## Historia

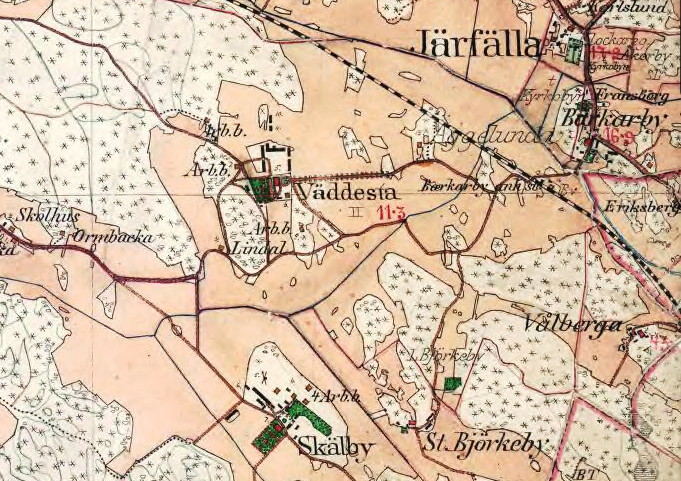
Veddesta gård med omgivning, 1900.

Troligen etablerades Veddesta by redan under tidig vikingatid. Ett par hundra meter sydväst om gården ligger Fruns backe med ett stort gårdsgravfält bestående av över 70 synliga gravar. Det äldsta bevarade dokumentet om Veddesta är ett pergamentbrev från 1485, där man talar om försäljningen av ett jordområde som tillhörde Veddesta. 
På 1880-talet omfattade Veddesta 3 mantal. Gården Veddesta, med undantag av ett område söder om gården, köptes 1955 tillsammans med Äggelunda av Järfälla kommun. Veddesta och Äggelunda sammanlades 29 januari 1959 till kommunområdet Veddesta. Det resterande området köptes av kommunen 1964. Vid försäljningen 1964 undantogs ett område på 4 000 m² intill och omedelbart söder om huvudbyggnaden, som behölls av ägarna. Jordbruket drevs till 1964. Det var då en inspektor och tre lantarbetare anställda, som arbetat på gården sedan 1930-talets mitt.
Veddesta gårds huvudbyggnad låg strax öster om Fruns backe ungefär i hörnet vid dagens Veddestavägen / Saldovägen. Omedelbart söder om den plats där huvudbyggnaden tidigare stod, fanns ännu i början på 1980-talet en byggnad kvar som kallades Liddalen. Den innehöll två bostadslägenheter för anställda och en bagarstuga.

## Bebyggelsen

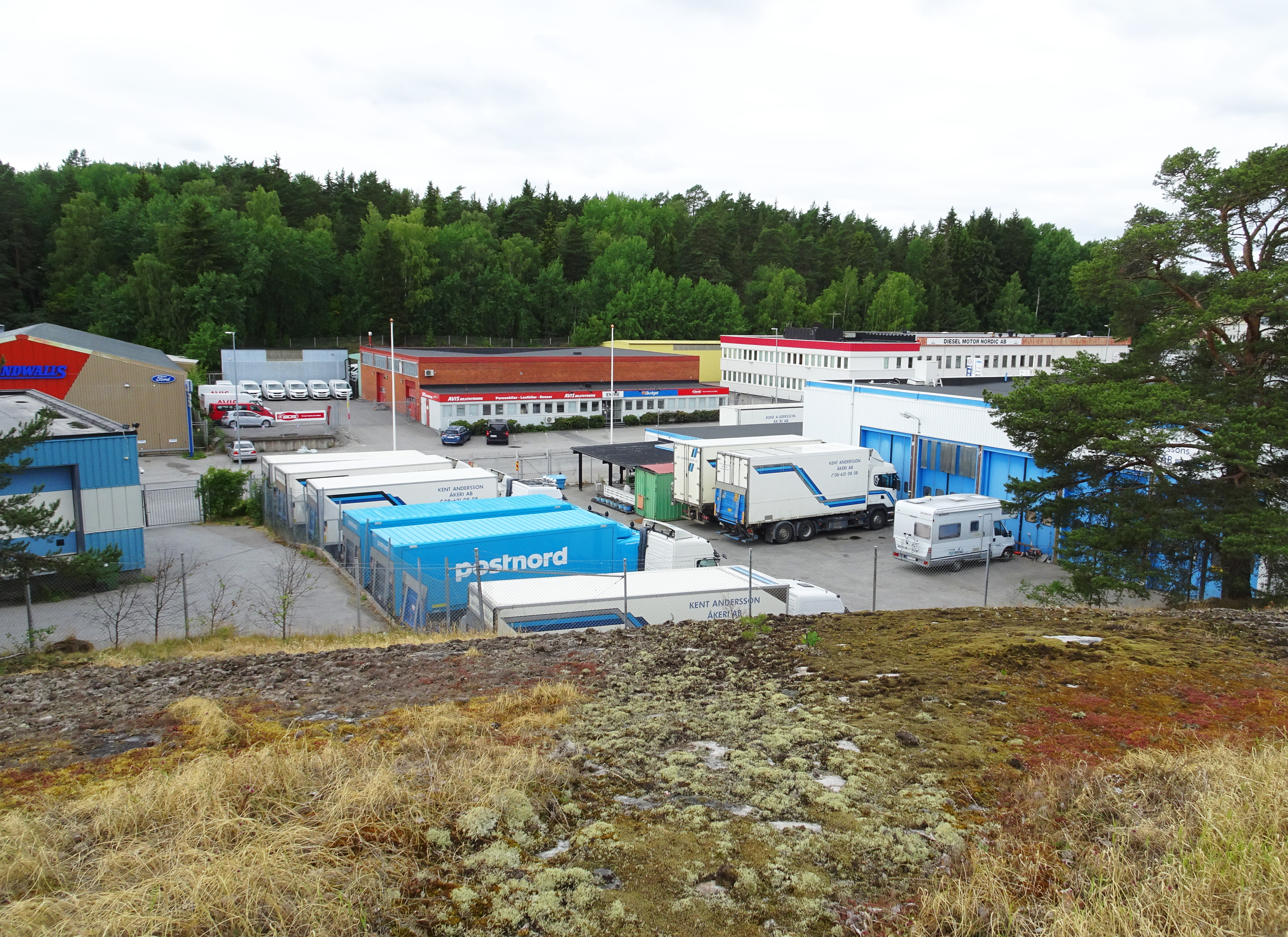
Platsen för Veddesta gård idag sedd från Kvarnbacken mot väster. I bakgrunden reser sig Fruns backe.

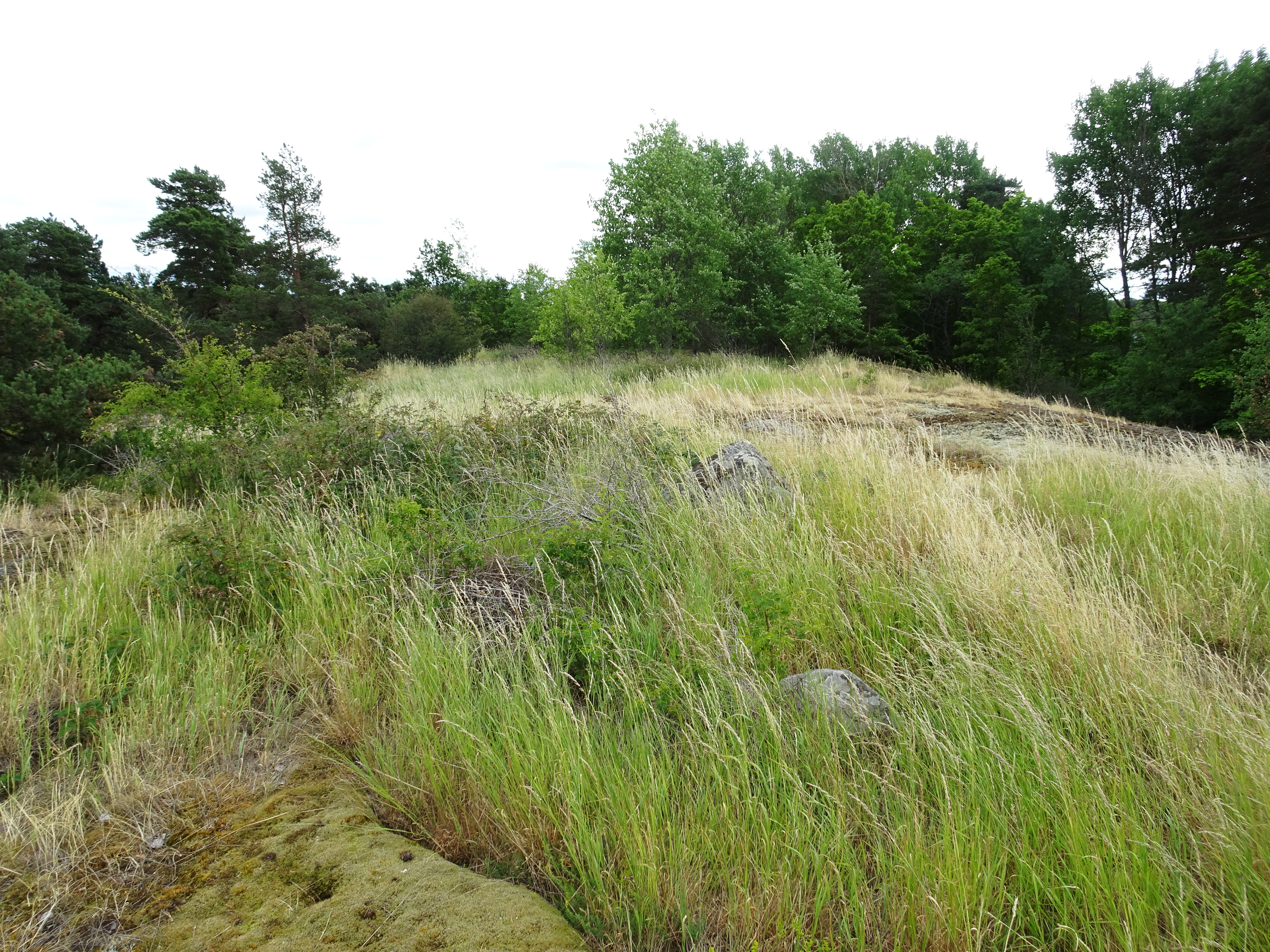
Kvarnbacken, juni 2018.

### Huvudbyggnaden
Veddesta mangårdsbyggnad, som troligen var från 1800-talets början, var en två våningar hög träbyggnad, som utvändigt var beklädd med gul liggande pärlspontpanel. Husets entrésida markerades ursprungligen av en bred frontespis på sydfasaden. I slutet av 1800-talet byggdes en veranda i två våningar. Huset hade en sexdelad plan med en sal i mitten av övervåningens västsida. Den nedre våningen var lägre än huvudvåningen, vilket framgår av fönsterhöjderna i fasaden. Huset var ombyggt och inrett till smålägenheter. Huset brändes ned under kontrollerade former av brandkåren natten mellan 4 och 5 februari 1983.

### Ekonomibyggnaderna
Av ekonomibyggnaderna, som stod norr om huvudbyggnaden, brann stallet och magasinsbyggnaden ned 14 april 1957. De var då hönseri. Logen brann ned 6 januari 1980. Den var då uthyrd till olika företag, i huvudsak som förråd. Ännu 1985 fanns ladugården kvar och den var då uthyrd till bland annat en karosserifabrik och en antikfirma. Vagnslidret, som var uthyrt till bilverkstad och upplag, brändes ned 23 oktober 1985.

### Rättarbostaden
Ett stycke norr om huvudbyggnaden låg den till Veddesta gård hörande rättarbostaden. Byggnaden härrörde från 1800-talet och var den enda som fanns kvar på stamfastigheten Veddesta under en längre tid. Den ägdes av Järfälla kommun och användes som bostad. Huset bestod av en våning och var knuttimrad. Väggarna var utvändigt klädda med rödfärgad stående locklistpanel och knutarna var skyddade av vita knutlådor. Huset rymde två lägenheter. Rättarbostaden brann ned till grunden den 25 oktober 2015. Polisen misstänkte att branden var anlagd.

### Kvarnen
På Kvarnbacken, ungefär 200 meter sydost om gården, stod Veddestas väderkvarn med tillhörande mjölnarstuga. Kvarnen är omnämnd åren 1625–1870. Idag syns gropen efter mjölnarstugans jordkällare och tegelrester samt en stenansamling av skarpkantade stenar efter kvarnen.